# Lanocira anasicula
Lanocira anasicula là một loài chân đều trong họ Corallanidae. Loài này được Jones miêu tả khoa học năm 1982.